# Herb gminy Krypno
Herb gminy Krypno – symbol gminy Krypno.

## Wygląd i symbolika
Herb przedstawia na owalnej tarczy w ozdobnym, brązowym kartuszu, dzielonej w słup, w polu górnym godło Polski (biały orzeł ze złotą koroną na czerwonym polu), natomiast w dolnym jasnobłękitnym wizerunek Matki Boskiej Krypniańskiej w koronie drzewa.